# Birger Lundquist
Birger Richard Emanuel Lundquist, född 21 oktober 1910 i Storvik, Gästrikland, död 18 mars 1952 i Stockholm, var en svensk illustratör och konstnär.

## Biografi
Birger Lundquist var framför allt tecknare och verkade i Dagens Nyheter från 1930-talet fram till sin död. Han representerade övergången från ett elegant, polerat manér enligt den dåvarande traditionen till en mer direkt och skissartad teknik. Tidigare hade tidningstecknare, bland annat på grund av bristfällig reproduktionsteknik, bearbetat sina skisser med tusch och pensel. Lundquist revolutionerade tidningstecknandet med att under senare delen av 1930-talet införa direktskisser, gjorda med reservoarpenna. Han var hjälpt av att nya, svartare bläck för reservoarpennor kom på marknaden vid denna tid. Han verkade också som bokillustratör, bland annat i flera böcker av Alf Henrikson och Hwang Tsu-Yü. Han arbetade även med pensel i illustrationsarbetet och hans tecknarstil har påverkat både samtida och senare födda tecknare. Flera av hans grafiska blad (etsningar och torrnål) har utgivits i Föreningen för Grafisk Konsts årliga grafikportföljer.

## Utställningar i urval
Lundquist deltog i samlingsutställningar i Stockholm 1930, Humoristernas salong, 1934 Liljevalchs konsthall(Humor och Satir), Liljevalchs 1938, 1944, 45 och 46-47 Grafiska sällskapet (Ekströms), 1946 Utställning på vandring i USA "Svenska karikatyrer under kriget", 1946 med Nisse Zetterberg och Gustaf Nordahl på Lorensberg i Göteborg, 1947 Örebro "Naket", 1946 "Tuschjakt på högvilt" i Stockholm, minnesutställning Konstfrämjandet 1982, Galleri KGB 2019.
Lundquist är representerad vid bland annat Nationalmuseum.

## Familj
Birger Lundquist var son till verkmästare Frans Rickard Lundquist och Ellen, född Holmqvist. Han var gift första gången 1932–1942 med Carin Sandqvist och andra gången  1943 med keramikern Kajsa Bernstone. Han var bror till skulptören Sven Lundqvist.
Lundquist fick 1938 med Barbro Alving dottern Ruffa Alving.
Birger Lundquist är begravd på Skogskyrkogården i Stockholm.